# Scolecobrotus westwoodii
Scolecobrotus westwoodii là một loài bọ cánh cứng trong họ Cerambycidae.